# Les Circonstances de la vie
Les Circonstances de la vie est un roman de Charles-Ferdinand Ramuz publié en 1906.

## Historique
Les Circonstances de la vie est un roman de Charles-Ferdinand Ramuz (1878 † 1947), publié en 1906.
Dans ce roman, Ramuz décrit les circonstances de la vie d'Émile Magnenat, notaire qui « avait trop de sang ».

## Plan débrouillement[2]
- Première partie - À Arsens, petite ville du canton de Vaud
  - Chapitre I où Émile Magnenat, jeune notaire de 35 ans, est fiancé avec Hélène Buttet, pâle jeune fille de 28 ans.
  - Chapitre II où Émile Magnenat se marie, Mme Buttet restant la maîtresse de maison.
  - Chapitre III où Émile Magnenat se demande : « Est-ce une femme ainsi qu'il m'aurait fallu ? »
  - Chapitre IV où Mme Buttet change de bonne et engage Frieda, une volontaire pleine de vie.
  - Chapitre V où Émile Magnenat danse avec Frieda et rentre de la fête à plus de 9 heures.
  - Chapitre VI où Émile Magnenat tient tête à sa belle-mère.
  - Chapitre VII où Hélène, après une promenade, attrape une pleurésie.
  - Chapitre VIII où l'on enterre Hélène.
  - Chapitre IX où Émile Magnenat commence une liaison avec Frieda.
  - Chapitre X où Émile Magnenat va rejoindre Frieda à Lausanne.
- Seconde partie - À Lausanne
  - Chapitre I où Émile et Frieda s'installent, se marient et partent en voyage à Soleure  chez les parents de Frieda.
  - Chapitre II où nait le petit Gottfried.
  - Chapitre III où Émile ose contrarier Frieda et toute la famille change d'appartement.
  - Chapitre IV où Frieda s'ennuie et Émile risque ses économies dans la société Lactéa.
  - Chapitre V où, au Kursaal, on fait la connaissance de M. Lambert.
  - Chapitre VI où Frieda change de coiffure pour rencontrer M. Lambert.
  - Chapitre VII où les affaires vont mal : Émile n'a plus d'argent.
  - Chapitre VIII où Frieda avoue son infidélité.
  - Chapitre IX où Frieda quitte Émile qui est bien puni.

## Éditions en français
- Les Circonstances de la vie, dans La Semaine littéraire du 29 décembre 1906 au 13 avril 1907, à Genève.
- Les Circonstances de la vie, volume publié par  Librairie académique Didier, Perrin et Cie et Payot en mai 1907, à Paris.
- Les Circonstances de la vie, volume publié par les Éditions Plaisir de Lire à Lausanne en 1980.